# Дон (Белуно)
Дон је насеље у Италији у округу Белуно, региону Венето.
Према процени из 2011. у насељу је живело 221 становника. Насеље се налази на надморској висини од 1143 м.